# RAB36
RAB36 (англ. RAB36, member RAS oncogene family) – білок, який кодується однойменним геном, розташованим у людей на короткому плечі 22-ї хромосоми. Довжина поліпептидного ланцюга білка становить 333 амінокислот, а молекулярна маса — 36 322.
| 10         |  | 20         |  | 30         |  | 40         |  | 50         |
| ---------- |  | ---------- |  | ---------- |  | ---------- |  | ---------- |
| MVIAGASWML |  | GRAAASPTQT |  | PPTTSTIRVA |  | RRSRVALVAM |  | VIAAAGSGGP |
| GRAEPQLSQP |  | SLDCGRMRSS |  | LTPLGPPVSR |  | DRVIASFPKW |  | YTPEACLQLR |
| EHFHGQVSAA |  | CQRRNTGTVG |  | LKLSKVVVVG |  | DLYVGKTSLI |  | HRFCKNVFDR |
| DYKATIGVDF |  | EIERFEIAGI |  | PYSLQIWDTA |  | GQEKFKCIAS |  | AYYRGAQVII |
| TAFDLTDVQT |  | LEHTRQWLED |  | ALRENEAGSC |  | FIFLVGTKKD |  | LLSGAACEQA |
| EADAVHLARE |  | MQAEYWSVSA |  | KTGENVKAFF |  | SRVAALAFEQ |  | SVLQDLERQS |
| SARLQVGNGD |  | LIQMEGSPPE |  | TQESKRPSSL |  | GCC        |  |            |

A: Аланін

C: Цистеїн

D: Аспарагінова кислота

E: Глутамінова кислота

F: Фенілаланін

G: Гліцин

H: Гістидин

I: Ізолейцин

K: Лізин

L: Лейцин

M: Метіонін

N: Аспарагін

P: Пролін

Q: Глутамін

R: Аргінін

S: Серин

T: Треонін

V: Валін

W: Триптофан

Задіяний у таких біологічних процесах, як транспорт, транспорт білків, альтернативний сплайсинг. 
Білок має сайт для зв'язування з нуклеотидами, ГТФ. 
Локалізований у мембрані, апараті гольджі.